# 黄高谦
黄高谦（1931年5月—2013年9月），男，安徽歙县人，生于上海，中国学者，曾任中国革命博物馆馆长，研究馆员，第八、九届全国政协委员。